# 金狮王

《金狮王》是1985年9月28日至1986年2月8日在台湾華視星期六12:45~14:15播出的特摄武侠剧，共20集。内容讲述王子小豆子希望用自己的力量為民除害，就四處流浪。小豆子的手有一个金獅寶戒，遇到危險時可用它變身成金獅王。

## 人物
- 金獅王 龍傳人飾，小豆子，與父母失散流落民間的王子，身為真命天子有出口成真能力（表現為伸舌吐出口水泡泡）
- 銀獅王 江生 飾，金寶另一弟子金龍，因嫉妒小豆子而模仿其形象
- 金靈 張凱琪 飾
- 金寶 鄭少峰 飾 [1]

## 道具
- 金獅面具、寶刀、寶盾：由金獅寶戒召喚變身，平時收入戒中。[2]
- 魔刀魔盾：銀獅王持有。

## 人员
- 导演、主题曲：李安[a][3]
- 主唱：楊文淑[4]